# 오현좌
오현좌(吳賢佐)는 동복(同福)오씨 시조로서 도시조(都始祖, 시조보다 더 먼 윗대 조상을 의미) 오첨의 24세손이며, 자는 응유(應儒)이며, 호는 덕제(德齊)이다. 본관은 동복(同福)이며, 병부상서신호위대장군(兵部尚書新虎衛大將軍, 군사 업무를 총괄하는 최고위 관리이자 황제의 친위부대를 지휘하는 최고 군사 지휘관의 지위를 나타내는 직책) 오극권의 둘째 아들이다.

## 생 애
오현좌는 오연총(문양공, 오첨의 17세손)의 6세인 오수권(吳守權) 세 아들 중 둘째아들이다. 1216년(고려 고종 3)에 병부상서(兵部尙書) 오수권(吳守權)은 거란군이 침략(侵略)하자, 좌군병마사 오현보와 오현좌,오현필 3형제에게 거란군을 격퇴(擊退)하게 하였고 그 공(功)으로 장남 오현보는 해주군, 차남 현좌는 동복군, 3남 현필은 보성군에 봉해져 각각 해주오씨, 동복오씨, 보성오씨로 분관하였다. 또한 이들은 모두 분적(分籍)하였고 관향(貫鄕)은 같은 뿌리를 갖는 것이다. 그리고, 오현좌의 첫째 아들 오령도 동복군에 봉해졌으므로 본관을 동복으로 하였다. 오현좌의 둘째 아들 오숙귀는 '군위오씨(軍威 吳氏)'로 분관하였다.